# 글라이사 데 카스트로
글라이자 데 카스트로(Glaiza de Castro, 1988년 1월 21일 ~ )는 필리핀의 배우이다.